# Mesbrecourt-Richecourt
Mesbrecourt-Richecourt – miejscowość i gmina we Francji, w regionie Hauts-de-France, w departamencie Aisne.
Według danych na styczeń 2014 roku gminę zamieszkiwały 304 osoby, a gęstość zaludnienia wynosiła 33,5 osób/km².